# Кэлинеску, Джордже
Джордже Кэлинеску (рум. George Călinescu; 14 июня 1899, Бухарест — 12 марта 1965, Отопени) — румынский литературовед, писатель, публицист, литературный критик.

## Биография
Родился 14 июня 1899 года в Бухаресте, изучал итальянский язык в Бухарестском университете. Попеременно жил в Яссах и Бухаресте. В межвоенный период придерживался демократических левых взглядов. Профессор Бухарестского университета (1945), академик Румынской Академии (1946). Возглавлял институт истории литературы и фольклора, ныне носящий его имя. В 1964 году получил государственную премию Социалистической Республики Румыния.

## Творчество
Автор трудов «Жизнь Михая Эминеску» (1932), «Творчество Михая Эминеску» (т. 1—5, 1934—36), «Жизнь Иона Крянгэ» (1938), «История румынской литературы с зарождения до наших дней» (1941), «Николае Филимон» (1959), «Григоре Александреску» (1962) и других исследований по румынской и мировой литературе.
Написал также романы «Загадка Отилии» (1938, русский перевод 1959), «Бедный Иониде» (1953) и «Чёрный комод» (1960).